# Siyoum Tesfaye
Siyoum Tesfaye est un joueur éthiopien de football évoluant au poste de défenseur au sein du club de Dedebit FC.

## Carrière
Il évolue au Dedebit FC, où il arrive en 2011, après avoir commencé sa carrière professionnelle la saison précédente dans le club d'EEPCO. 
Tesfaye compte huit sélections en équipe nationale. En janvier 2013, il est appelé par le sélectionneur Sewnet Bishaw pour faire partie du groupe des 23 joueurs participants à la phase finale de la Coupe d'Afrique des nations 2013.